# Fort Smith Airport
Fort Smith Airport är en flygplats i Kanada. Den ligger i den centrala delen av landet, 2 900 km nordväst om huvudstaden Ottawa. Fort Smith Airport ligger 204 meter över havet.
Terrängen runt Fort Smith Airport är platt. Trakten runt Fort Smith Airport är nära nog obefolkad, med mindre än två invånare per kvadratkilometer.. Närmaste större samhälle är Fort Smith, 4,8 km sydost om Fort Smith Airport.
I omgivningarna runt Fort Smith Airport växer i huvudsak barrskog.